# Uråsa distrikt
Uråsa distrikt är ett distrikt i Växjö kommun och Kronobergs län. Distriktet ligger söder om Växjö. 

## Tidigare administrativ tillhörighet
Distriktet inrättades 2016 och utgörs av socknen Uråsa i Växjö kommun.
Området motsvarar den omfattning Uråsa församling hade 1999/2000.